# إليسا أكونا
إليسا أكونا (بالإسبانية: Elisa Acuña Rossetti)‏ هي صحفية ومُدرسة مكسيكية، ولدت في 1887 في Mineral del Monte ‏ في المكسيك، وتوفيت في 12 نوفمبر 1946 في مدينة مكسيكو في المكسيك.